# Диано Арентино
Диа̀но Арентѝно (на италиански: Diano Arentino; на лигурски: Diàn Arentìn, Диан Арентин) е село и община в Северна Италия, провинция Империя, регион Лигурия. Разположено е на 331 m надморска височина. Населението на общината е 680 души (към 2011 г.).